# 汪世瑜
汪世瑜（1941年—），江苏太仓人，中国昆曲表演艺术家，一级演员，中国戏剧梅花奖得主，浙江昆剧团原团长，第九、十届全国政协委员。